# The Heart of a Race Tout
The Heart of a Race Tout est un film muet américain réalisé par Francis Boggs et sorti en 1909.

## Synopsis
L'histoire suit Tom Martin, une personne sans emploi qui cherche à retrouver son ancien poste de télégraphiste mais finira par changer de voie...

## Fiche technique
- Titre : The Heart of a Race Tout
- Réalisation : Francis Boggs
- Scénario : Francis Boggs
- Chef-opérateur : James A. Crosby
- Production : William Nicholas Selig
- Pays d'origine :  États-Unis
- Langue : Anglais
- Genre : Film dramatique
- Durée :
- Dates de sortie : 
  -  États-Unis : 29 juillet 1909

## Distribution
- Charles Dean
- James L. McGee
- Tom Santschi
- Henry Todd
- Silent Tower
- Jean Ward